# Burmesische Badmintonmeisterschaft 1967
Die Burmesische Badmintonmeisterschaft 1967 fand in Rangun statt. Es war die 19. Auflage der nationalen Titelkämpfe von Myanmar (Burma) im Badminton.

## Titelträger
| Disziplin    | Sieger                     |
| ------------ | -------------------------- |
| Herreneinzel | Kyi Nyunt                  |
| Dameneinzel  | Myint Myint Khin           |
| Herrendoppel | Kyi Nyunt Ba Than          |
| Damendoppel  | Myint Myint Khin Cho Cho   |
| Mixed        | Kyi Nyunt Myint Myint Khin |